# 4-es busz (Salgótarján)
A salgótarjáni 4-es busz a Helyi Autóbusz-állomás és Baglyasalja, Katalintelep között közlekedik. Menetideje 9 perc. A vonalon csuklós és szóló autóbuszok közlekednek vegyesen.

## Megállóhelyei
| 4 (Helyi autóbusz-állomás – Baglyasalja) |                               |          | |                                                      |
| Perc (↓)                                 | Megállóhely                   | Perc (↑) | Megállóhelyet érintő járatok                                                                                | Fontosabb létesítmények                              |
| 0                                        | Helyi autóbusz-állomás        | 10       | 1, 1U, 2A, 2T, 3, 3C, 4, 5, 6, 7, 7A, 7B, 7C, 8, 9, 11, 11A, 11B, 13, 14, 19, 27A, 36, 46, 58, 63, 63S, 113 | Salgótarján külső Salgótarján helyi autóbusz-állomás |
| 1                                        | Külső-pályaudvar bejárati út  | ∫        | 1, 1U, 2A, 2T, 3, 3C, 4, 5, 6, 7, 7A, 7B, 7C, 8, 9, 11, 11A, 11B, 13, 14, 19, 27A, 36, 46, 58, 63, 63S, 113 | Salgótarján külső Salgótarján helyi autóbusz-állomás |
| 2                                        | Baglyasalja, elágazó          | 8        | 4, 4A, 14, 46                                                                                               |                                                      |
| 4                                        | Baglyasalja, felüljáró        | 6        | 3C, 4, 4A, 14, 46                                                                                           |                                                      |
| 5                                        | Baglyasalja, élelmiszerbolt   | 5        | 4, 4A, 14, 46                                                                                               |                                                      |
| 6                                        | Baglyasalja, általános iskola | 4        | 4, 4A, 14, 46                                                                                               | óvoda, posta, Baglyaskő Idősek Otthona               |
| 7                                        | Baglyasalja, sporttelep       | 4        | 4, 4A, 14, 46                                                                                               | Baglyasaljai sporttelep, Szoborpark, Diákotthon      |
| 8                                        | Baglyasalja, orvosi rendelő   | 3        | 4, 4A, 14, 46                                                                                               | Orvosi rendelő, Baglyasaljai Római katolikus templom |
| 9                                        | Baglyasalja, FMSZ             | 2        | 4, 4A, 14, 46                                                                                               |                                                      |
| 10                                       | Baglyasalja, Katalintelep     | 0        | 4, 4A, 14, 46                                                                                               |                                                      |

| 4A (Baglyasalja – Hősök úti forduló) |                               |          |                                            |                                                       |
| Perc (↓)                             | Megállóhely                   | Perc (↑) | Megállóhelyet érintő járatok               | Fontosabb létesítmények                               |
| 0                                    | Baglyasalja, Katalintelep     | 15       | 4, 4A, 14, 46                              |                                                       |
| 1                                    | Baglyasalja, FMSZ             | 14       | 4, 4A, 14, 46                              |                                                       |
| 2                                    | Baglyasalja, orvosi rendelő   | 13       | 4, 4A, 14, 46                              | Orvosi rendelő, Baglyasaljai Római katolikus templom  |
| 3                                    | Baglyasalja, sporttelep       | 12       | 4, 4A, 14, 46                              | Baglyasaljai sporttelep, Szoborpark, Diákotthon       |
| 4                                    | Baglyasalja, általános iskola | 11       | 4, 4A, 14, 46                              | óvoda, posta, Baglyaskő Idősek Otthona                |
| 5                                    | Baglyasalja, élelmiszerbolt   | 10       | 4, 14, 46                                  |                                                       |
| 6                                    | Baglyasalja, felüljáró        | 9        | 3C, 4, 4A, 14, 46                          |                                                       |
| 7                                    | Baglyasalja, elágazó          | 8        | 4, 4A, 14, 46                              |                                                       |
| 8                                    | Volán központ                 | 7        | 1U, 3, 4A, 7A, 7C, 9, 13, 19, 36, 63S, 113 | KMKK - Nógrád Megyei Területi Igazgatóság             |
| 9                                    | Tesco áruház                  | 6        | 3, 4A, 9, 13, 19, 36, 63S, 113             | Tesco áruház                                          |
| 12                                   | Arany János Általános Iskola  | 3        | 3, 3C, 4A, 36, 63, 63S, 113                | Salgótarjáni Általános Iskola Arany János Tagiskolája |
| 13                                   | Déryné út                     | 2        | 3, 3C, 4A, 36, 63, 63S, 113                |                                                       |
| 14                                   | Hősök út, Frigovill           | 1        | 3, 3C, 4A, 36, 63, 63S, 113                |                                                       |
| 15                                   | Hősök úti forduló             | 0        | 3, 3C, 4A, 36, 63, 63S, 113                |                                                       |

## Közlekedés
A járatok nagyon vegyesen közlekednek, hétköznap Baglyasalja felé 8 míg az Autóbusz-állomás felé csak 3 darab járat közlekedik, előbbi irányba a reggeli utóbbi irányba inkább a délutáni csúcsidőben, kora esti időszakban közlekednek járatok. Hétvégén Baglyasalja felé 14-15 db indulás jellemző míg az Autóbusz-állomás felé csak 4 darabjárat indul. A 4-es fő szerepe az ún. "átszerelős" járat, azaz a végállomásra érve más járatként folytatja útját.

## Betétjáratok
4A
4A jelzéssel Baglyasalja, Katalintelep és a Hősök útja, forduló között közlekedik és csak munkanapokon jár. Létrehozása a Tesco áruház Baglyasaljáról könnyebben elérhető legyen tömegközlekedéssel is, illetve a Baglyasaljai Általános Iskola megszűnése indokolta, ami miatt a baglyasi gyerekeknek az Arany János Általános Iskolába kell járniuk. A Hősök úti forduló irányába egyszer 7:25-kor indul járat, visszafele Baglyasaljára 16:10-kor, előbbi járat csak iskolai előadások napján közlekedik. A 4A jelzésű járatok menetideje 15 perc.
Az 1980-as években már létezett hasonló jelzéssel betétjárata a 4-es busznak. Az akkori 4A jelzésű járat a régi helyi járati végállomás (Északi forduló) és a baglyasaljai ÁFOR telep és a közeli savanyítóüzem között közlekedett. A járat feltehetőleg a savanyítóüzem és az ÁFOR telep bezárásával szűnt meg.
4B
4B jelzéssel 1988-ban indult járat a Déli decentrum – Baglyasalja útvonalon, amely 1997-ig a Déli és az Északi decentrum összevonásáig közlekedett.

## Külső hivatkozások
- Valós idejű utastájékoztatás Archiválva 2018. augusztus 21-i dátummal a Wayback Machine-ben